# Si je t'envoie des fraises
 (octobre 2021).
 (mai 2019).
Si je t'envoie des fraises est le deuxième EP de Pierre Perret sorti en 1957 chez Barclay (70 115).

## Listes des titres
| No | Titre                      | Durée |
| -- | -------------------------- | ----- |
| 1. | Si je t'envoie des fraises | 2'19  |
| 2. | C'est mon cœur             | 2'09  |
| 3. | La Gamme                   | 1'52  |
| 4. | Si j'étais veuf            | 2'17  |

## Crédits
- Accompagnements : François Charpin et son Trio
- Les musiques sont cosignées Rémy Corazza et Pierre Perret

### Article commexe
- Discographie de Pierre Perret